# 宋在喜
宋在喜（韓語：송재희，1979年12月11日—），韓國男演員，於2004年透過拍攝KT Mall廣告而出道。

## 演出作品

### 電視劇／劇集
- 2010年：MBC《Road No. 1》飾演 楊康太
- 2010年：KBS《愛得好（朝鲜语：사랑하길 잘했어）》飾演 徐代理
- 2012年：MBC《擁抱太陽的月亮》飾演 許炎
- 2012年：SBS《屋塔房王世子》飾演 相親男（客串）
- 2012年：SBS《依然是你》飾演 姜宇鎮
- 2013年：MBC《龜巖許浚》飾演 李政明
- 2014年：SBS《只屬於我的你》飾演 姜成宰
- 2014年：SBS《就要相愛》飾演 姜成載（客串）
- 2014年：KBS《家人之間》飾演 卞宇卓
- 2015年：KBS《全都會好的》飾演 劉亨俊
- 2016年：JTBC《玉氏南政基》飾演 池允浩
- 2016年：SBS《你是禮物》飾演 馬成振
- 2016年：SBS《有夫之婦的誕生》飾演 英熙初戀
- 2017年：KBS《Mad Dog》飾演 韓成振
- 2018年：TV朝鮮《大君—繪製愛情》飾演 王
- 2018年：JTBC《加油！威基基》特別出演 金在賢
- 2018年：SBS《皇后的品格》飾演 先皇
- 2019年：TV朝鮮《Babel》飾演 太秀浩
- 2019年：TV朝鮮《揀擇—女人們的戰爭》飾演 先王
- 2020年：Channel A《Touch》飾演 閔江浩
- 2020年：Channel A《謊言的謊言》飾演 全基范
- 2021年：tvN《Mouse》飾演 禹亨哲
- 2022年：JTBC《Cleaning Up》飾演 尹泰京
- 2022年：JTBC《Insider》飾演 金兌帥
- 2023年：Netflix《恋爱大战》（友情出演）
- 2023年：tvN《盜賊：七個朝鮮通寶》飾演 張春鵬（特別出演）
- 2025年：SBS《鬼宮》飾演 憲宗大王（特別出演）
- 2025年：Netflix《吞金》飾演 文規河

### 電影
- 2006年：《壟斷者（朝鲜语：모노폴리 (영화)）》飾演 行政人員
- 2007年：《夏娃的誘惑－吻》飾演 志勳
- 2007年：《客房高手和母親（朝鲜语：사랑방 선수와 어머니）》飾演 蝙蝠
- 2009年：《舉起金剛（朝鲜语：킹콩을 들다）》飾演 服務生
- 2011年：《變身故事》
- 2012年：《STAR：閃耀的愛（朝鲜语：스타: 빛나는 사랑）》飾演 在賢
- 2014年：《Finally》（短片）飾演 俊碩
- 2015年：《雪海》飾演 南教練

## 外部連結
- 宋在喜的Instagram帳戶
- 宋在喜在NAVER上的资料
- 宋在喜在Daum上的资料